# Багатоступенева ракета

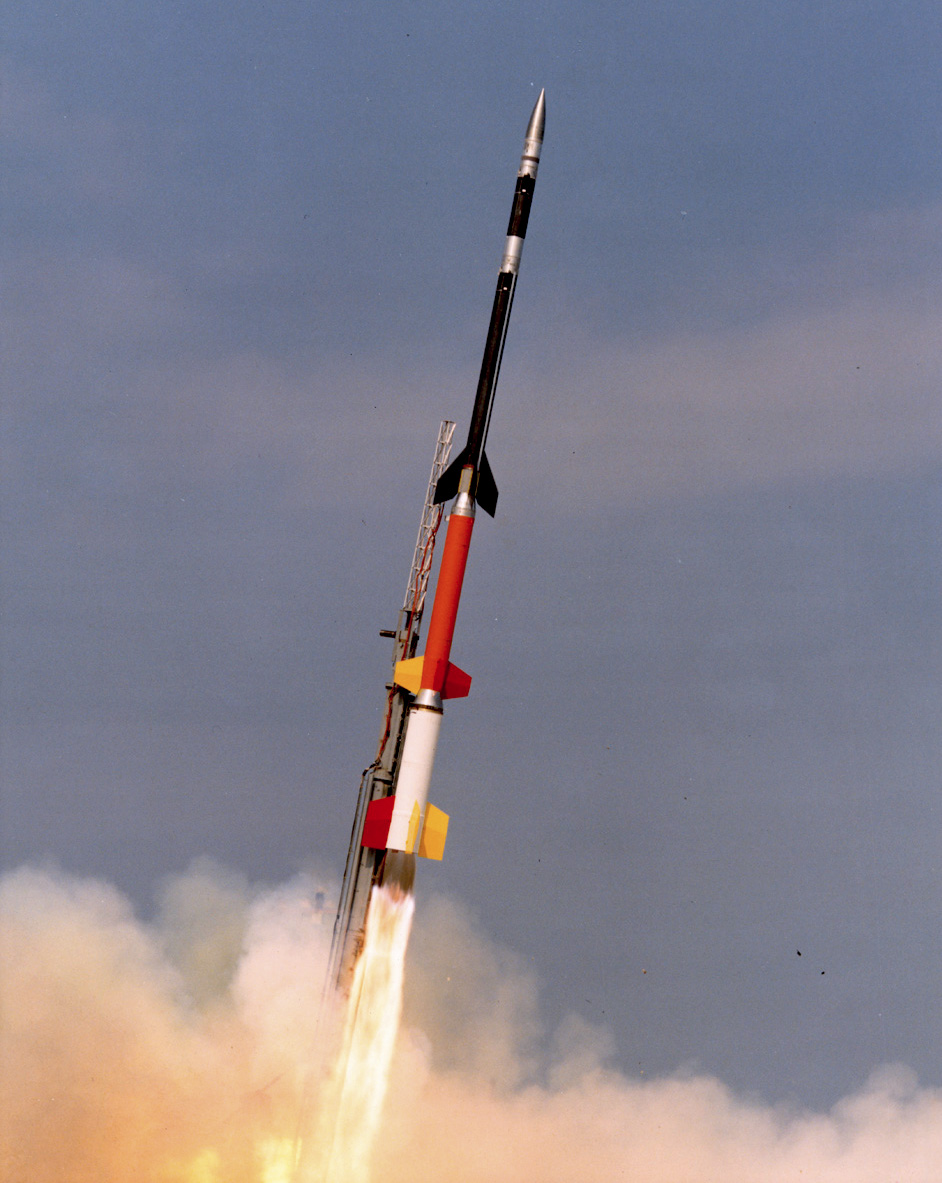
Запуск Black Brant 12 — багатоступеневої метеорологічної ракети

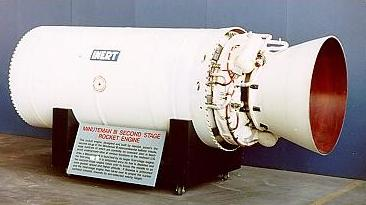
Другий ступінь ракети Мінітмен III

Багатоступенева ракета — літальний апарат, що складається з двох або більше механічно з'єднаних ракет, які називаються ступенями, що розділяються в польоті. Багатоступенева ракета дозволяє досягти швидкості більшої, ніж кожна з її ступенів окремо.

## Історія
Один з перших ескізів багатоступеневої ракети був представлений в 1556 році в книзі військового техніка Конрада Хааса. У XVII столітті малюнок із зображенням ракет був оприлюднений у праці військового інженера і генерала від артилерії Казимира Семеновича, «Artis Magnae Artilleriae pars prima» (лат. «Велике мистецтво артилерії частина перша»), надрукованому в 1650 році в Амстердамі, Нідерланди. На ньому — триступенева ракета, в якій третій ступінь вкладений в другий, а обидві вони разом — у перший щабель. У головній частині містився склад для феєрверку. Ракети були начинені твердим паливом — порохом. Цей винахід цікавий тим, що він більше трьохсот років тому передбачив напрям, за яким пішла сучасна ракетна техніка.
Вперше, ідея використання багатоступеневих ракет, була висунута американським інженером Робертом Ґоддардом 1914 року, коли був отриманий патент на винахід. 1929 року, К. Е. Ціолковський випустив у світ свою нову книгу під назвою «Космічні ракетні потяги». Цим терміном К. Ціолковський назвав складові ракети або, вірніше, агрегати ракет, які роблять розбіг по землі, потім в повітрі і, нарешті, в космічному просторі. Потяг, складений, наприклад, з 5 ракет, ведеться спочатку першою — головною ракетою; по використанні її пального, вона відчіплюється і скидається на землю. Далі, таким же чином, починає працювати друга, потім третя, четверта і, нарешті, п'ята, швидкість якої буде на той час досить велика, щоб полинути в міжпланетний простір. Послідовність роботи з головною ракетою, викликана прагненням змусити матеріали ракет працювати не на стиск, а на розтягнення, що дозволило-б полегшити конструкцію. За задумом Ціолковського, довжина кожної ракети — 30 метрів. Діаметри — 3 метри. Гази з сопел вириваються побічно до осі ракет, щоб не тиснути на наступні ракети. Довжина розбігу по землі — кілька сотень кілометрів.
Попри те, що в технічних деталях ракетобудування пішло багато в чому іншим шляхом (сучасні ракети, наприклад, не «розбігаються» по землі, а злітають вертикально, і порядок роботи ступенів сучасної ракети — зворотний, стосовно того, про який говорив Ціолковський), сам задум багатоступеневої ракети і сьогодні залишається актуальним.
У 1935 році Ціолковський написав роботу «Найбільша швидкість ракети», в якій стверджував, що за рівня технології того часу, досягти першої космічної швидкості (на Землі) можна тільки за допомогою багатоступеневої ракети. Це твердження зберігає свою справедливість і сьогодні: всі сучасні носії космічних апаратів — багатоступеневі. Першим рукотворним об'єктом, який перетнув лінію Кармана і вийшов в космос, була одноступенева німецька ракета Фау-2. Висота її польотів досягала 188 км.

## Принцип дії
Ракета є вельми «витратним» транспортним засобом. Ракети-носії космічних апаратів «транспортують», головним чином, паливо, необхідне для роботи їх двигунів, і власну конструкцію, що складається переважно з паливних контейнерів і рухової установки. На частку корисного навантаження припадає лише мала частина (1,5-2,0 %) стартової маси ракети.
Складова ракета дозволяє більш раціонально використовувати ресурси за рахунок того, що в польоті ступінь, що випрацював своє паливо і став непотрібним для продовження польоту, відділяється, і решта палива ракети не витрачається на прискорення його конструкції.
Конструктивно багатоступеневі ракети виконуються з поперечним або поздовжнім розділенням ступенів.
При поперечному розділенні ступені розміщуються один над одним і працюють послідовно один за одним, включаючись тільки після відділення попереднього ступеня. Така схема дає можливість створювати системи, в принципі, з будь-якою кількістю ступенів. Недолік її полягає в тому, що ресурси наступних ступенів не можуть бути використані при роботі попереднього, будучи для нього пасивним вантажем.
При поздовжньому розділенні перший ступінь складається з декількох однакових ракет (на практиці — від 2 до 8) або різних, що працюють одночасно і розташовані навколо корпусу другого ступеня симетрично, щоб рівнодіюча сил тяги двигунів першого ступеня була спрямована по осі симетрії другого. Така схема дозволяє працювати двигуну другого ступеня одночасно з двигунами першого, збільшуючи, таким чином, сумарну тягу, що особливо потрібно під час роботи першого ступеня, коли вага ракети максимальна. Ракета з поздовжнім розділенням ступенів, теоретично, може мати необмежену кількість ступенів, що працюють паралельно, але на практиці кількість таких ступенів обмежена двома. Відомий проект ракети-носія «ВІКТОРІЯ-К», що має три ступені з поздовжнім розділенням.
Існує і комбінована схема розділення — поздовжньо-поперечна, що уможливлює поєднати переваги обох схем, при якій перший ступінь відділяється від другого поздовжньо, а розділення всіх наступних ступенів відбувається поперечно. Приклад такого підходу — радянський носій «Союз».
Унікальну схему двоступеневої ракети з поздовжнім розділенням має космічний корабель «Спейс Шаттл», перший ступінь якого складається з двох бічних твердопаливних прискорювачів, головні двигуни другого ступеня встановлені на орбітері (власне багаторазовий космічний корабель), а паливо другого ступеня міститься в зовнішньому баку. Після вичерпання палива в зовнішньому баку, він відділяється і згорає в атмосфері, головні двигуни відключаються, а виведення корабля на орбіту завершується за допомогою маневрової двигунної установки орбітера. Така схема дозволяє повторно використовувати дорогі головні двигуни.
При поперечному розділенні ступені з'єднуються між собою спеціальними секціями — перехідниками — несучими конструкціями циліндричної або конічної форми (залежно від співвідношення діаметрів ступенів), кожен з яких повинен витримувати сумарну вагу всіх наступних ступенів, помножену на максимальне значення перевантаження, зазнаваного ракетою на всіх ділянках польоту, на яких даний перехідник входить до складу ракети. При поздовжньому розділенні на корпусі другого ступеня створюються силові бандажі (передній і задній), до яких кріпляться блоки першого ступеня.